# Tarsotropidus myrtaceus
Tarsotropidus myrtaceus är en skalbaggsart som först beskrevs av Jordan 1894.  Tarsotropidus myrtaceus ingår i släktet Tarsotropidus och familjen långhorningar.
Artens utbredningsområde är Angola. Inga underarter finns listade i Catalogue of Life.